# Fred Clark
Frederick Leonard Clark (* 19. März 1914 in Lincoln, Kalifornien; † 5. Dezember 1968 in Santa Monica, Kalifornien) war ein US-amerikanischer Schauspieler.

## Leben und Karriere
Fred Clark wurde als Sohn von Frederick Clark und seiner Ehefrau Stella Bruce geboren. Sein Vater arbeitete als höherer Beamter für Landwirtschaft und so wuchs der Sohn in relativem Wohlstand auf. Er wollte zunächst Medizin an der Stanford University studieren, erhielt dann aber eine Rolle im College-Stück Yellow Jack. Während seines anschließenden Studiums bei der American Academy of Dramatic Arts trat Clark nebenbei in lokalen Theatern sowie bei Summer-Stock-Gruppen auf. Im Alter von 24 Jahren erhielt er seine erste bedeutendere Theaterrolle im kurzlebigen Broadway-Stück Schoolhouse on the Lot. Ab 1942 flog der Schauspieler als Navy-Pilot im Zweiten Weltkrieg und später als Soldat. Insgesamt verbrachte Clark so zwei Jahre in Europa. Bald nach seiner Rückkehr in die Vereinigten Staaten traf Clark den Regisseur Michael Curtiz, welcher ihm in seinen Film noir Der Unverdächtige (1947) neben Claude Rains und Audrey Totter besetzte.
Fortan spielte der fast glatzköpfige, hochgewachsene Schauspieler meistens mürrische und schlecht gelaunte Figuren, welche in vielen Fällen älter wirkten, als er selbst es eigentlich war. Häufig waren Clarks Figuren Geschäftsmänner, Gangsterbosse, Vorgesetzte oder Generäle. Sein dünner Schnurrbart und die Zigarre gehörten zu den Markenzeichen, die den Schauspieler unverkennbar machten. Zu seinen bekannteren Rollen gehören der mächtige Hehler The Trader in Sprung in den Tod (1949) neben James Cagney, der Filmproduzent Mr. Sheldrake in Billy Wilders Filmklassiker Boulevard der Dämmerung (1950), der Anwalt Bellows in Ein Platz an der Sonne (1951) und ein ehebrechender Millionär in Wie angelt man sich einen Millionär? (1953). Ab den 1950er-Jahren war Clark vor allem im Fernsehen zu sehen, wo er neben George Burns und Gracie Allen in deren Fernsehshow eine regelmäßige Nebenrolle als zorniger Nachbar innehatte. Im Horrorstreifen Die Rache des Pharao (1964) hatte Clark eine größere Rolle als amerikanischer Showmann, welcher – unvernünftigerweise – eine Mumie ausstellen will.
1952 heiratete Clark die Schauspielerin Benay Venuta (1910–1995), zehn Jahre später kam es zur Scheidung. 1966 heiratete er Gloria Glaser, mit der er bis zu seinem Tod verheiratet blieb. 1968 verstarb der Schauspieler im Alter von nur 54 Jahren an einer Lebererkrankung. Für seine Fernseharbeit besitzt er einen Stern auf dem Hollywood Walk of Fame.

## Filmografie (Auswahl)
- 1947: Der Unverdächtige (The Unsuspected)
- 1947: Reite auf dem rosa Pferd (Ride the Pink Horse)
- 1948: Rache ohne Gnade (Fury at Furnance Creek)
- 1948: Schrei der Großstadt (Cry of the City)
- 1949: Der Agent aus der Hölle (Alias Nick Beal)
- 1949: Die Straße der Erfolgreichen (Flamingo Road)
- 1949: Sie ritten mit Jesse James (The Younger Brothers)
- 1949: Sprung in den Tod (White Heat)
- 1949: Glück in Seenot (The Lady Takes a Sailor)
- 1950: Fahr zur Hölle (Return of the Frontiersman)
- 1950: Der Rebell von Mexiko (The Eagle and the Hawk)
- 1950: Boulevard der Dämmerung (Sunset Boulevard)
- 1950: Der geheimnisvolle Ehemann (The Jackpot)
- 1951: Ein Platz an der Sonne (A Place in the Sun)
- 1951: Mord in Hollywood (Hollywood Story)
- 1951–1953: The George Burns and Gracie Allen Show (Fernsehserie, 75 Folgen)
- 1952: Casanova wider Willen (Dreamboat)
- 1953: Ein Lied, ein Kuß, ein Mädel (The Stars Are Singing)
- 1953: Der Tolpatsch (The Caddy)
- 1953: Wie angelt man sich einen Millionär? (How to Marry a Millionaire)
- 1954: Der sympathische Hochstapler (Living It Up)
- 1955: Abbott und Costello als Gangsterschreck (Abbott and Costello Meet the Keystone Kops)
- 1955: Daddy Langbein (Daddy Long Legs)
- 1955: Verdammt zum Schweigen (The Court-Martial of Billy Mitchell)
- 1956: Die falsche Eva (The Birds and the Bees)
- 1956: Die Frau im goldenen Cadillac (The Solid Gold Cadillac)
- 1956: Zurück aus der Ewigkeit (Back from Eternity)
- 1957: Traum in Pink (The Fuzzy Pink Nightgown)
- 1957: Die Rose von Tokio (Joe Butterfly)
- 1957: Geh nicht zu nah ans Wasser (Don’t Go Near the Water)
- 1958: Blaue Nächte (Mardi Gras)
- 1958: Die tolle Tante (Auntie Mame)
- 1959: Engel unter Sündern (The Mating Game)
- 1959: Eine tolle Nummer (It Started with a Kiss)
- 1960: Besuch auf einem kleinen Planeten (Visit to a Small Planet)
- 1960: Die Unbestechlichen (The Untouchables, Fernsehserie, Folge 1x18)
- 1960: Anruf genügt – komme ins Haus (Bells Are Ringing)
- 1960: Dieb aus Leidenschaft (Risate di gioia)
- 1960: Twilight Zone (The Twilight Zone, Fernsehserie, Folge 2x10)
- 1961: Blumen für die Angeklagte (A porte chiuse)
- 1961: Gnadenlose Stadt (Naked City, Fernsehserie, Folge 3x12)
- 1962: Sexy! (Boys’ Night Out)
- 1962: Hemingways Abenteuer eines jungen Mannes (Hemingway’s Adventures of a Young Man)
- 1963: Das Mädchen mit dem frommen Blick (Les Saintes Nitouches)
- 1963: Eine zuviel im Bett (Move Over, Darling)
- 1963/1964: Amos Burke (Burke’s Law, Fernsehserie, 2 Folgen)
- 1963–1967: The Beverly Hillbillies (Fernsehserie, 5 Folgen)
- 1964: Die Rache des Pharao (The Curse of the Mummy’s Tomb)
- 1965: Eine zuviel im Harem (John Goldfarb, Please Come Home)
- 1965: Boy meiner Träume (When the Boys Meet the Girls)
- 1965: Dr. Goldfoot und seine Bikini-Maschine (Dr. Goldfoot and the Bikini Machine)
- 1965: The Addams Family (Fernsehserie, Folge 2x11)
- 1965: Ein General und noch zwei Trottel (Due marines e un generale)
- 1965: Laredo (Fernsehserie, Folge 1x12)
- 1967: Bezaubernde Jeannie (I Dream of Jeannie, Fernsehserie, Folge 3x03)
- 1968: Bonanza (Fernsehserie, Folge 9x16 Das Foto-Alibi)
- 1968: Diana – Tochter der Wildnis (Eve)
- 1968: Skidoo
- 1968: Der Hengst im grauen Flanellanzug (The Horse in the Gray Flannel Suit)
- 1971: Eddie (Fernsehfilm) [1967 gedreht]